# Bradycalanus pseudotypicus
Bradycalanus pseudotypicus is een eenoogkreeftjessoort uit de familie van de Megacalanidae. De wetenschappelijke naam van de soort is voor het eerst geldig gepubliceerd in 1968 door Björnberg T.K.S..